# How to Have an Accident at Work
How to Have an Accident at Work är en amerikansk animerad kortfilm med Kalle Anka från 1959.

## Handling
Ödets ande J.J. Fate ger publiken flera tips på hur man ska undvika olyckor som Kalle Anka; denna gång saker som kan hända på jobbet – som att ramla ner för en trappa eller att inte vara försiktig med brandfarlig färg.

## Om filmen
Filmen är den sista där sången "No One But Donald Duck" spelas.
Filmen är en uppföljare till filmen Kalle Anka möter ödet från 1956.

## Rollista
- Clarence Nash – Kalle Anka
- June Foray – Kajsa Anka
- Lucille Bliss – Kalles son
- Bill Thompson – J.J. Fate[4]